# Зунгуляш
Зунгуляш или Зюнгюляш (азерб. Züngüləş,тал. Zongulaš/Зонгулаш) — село в Астаринском районе Азербайджана. Входит в Артупинский муниципалитет.
Относится к Санджарадинскому сельсовету.
Село расположено у реки Истысучай — левого притока реки Астарачай. Находится близко к государственной границе с Ираном. Здесь расположена застава Ленкоранского пограничного отряда.
Расстояние от села Зунгуляш до Астары около 15 км. В 2014 году село газифицировали.
Рядом с селом Зунгуляш проходит один из маршрутов Гирканского национального парка.

## Население
Население составляет 600 человек.